# SMS Ägir
SMS Ägir  був другим і останнім представником броненосців берегової оборони типу «Одін» ( Küstenpanzerschiffe ), побудованих для Німецького імператорського флоту. Його однотипним кораблем був «Одін». «Егіер» був названий на честь скандинавського бога.

## Конструкція
Його побудовали на військово-морській верфі у Кілі  з 1893 по 1896 роки. Він був озброєний основною батареєю з трьох 240 мм гармат в окремих баштах, дві спереду, і одна  на кормі. Допоміжний калібр складали 10 88 мм гармат. Броненосець  служив у німецькому флоті вродовж 1890-х років і був серйозно модернізований у 1901-1903 роках. Зокрема йому замінили котли та збільшили довжину корпусу, через що збільшилась водотонажність корабля.

## Служба
«Егіер»  був включений у VI бойову ескадру після початку Першої світової війни в серпні 1914 року, але не брав участі у бойових діях.

### Як допоміжне і торгове судно
«Егіер» був демобілізований у 1915 році і згодом використовувався як тендер.
Після війни корабель був перебудований як торгове судно, і воно прослужило до грудня 1929 року, коли зазнало аварії поблизу острова Готланд.